# Sainte-Eulalie-d’Olt
Sainte-Eulalie-d’Olt ist eine französische Gemeinde des Départements Aveyron in der Region Okzitanien. Administrativ ist sie dem Kanton Lot et Palanges und dem Arrondissement Rodez zugeteilt.
Das Dorf ist als eines der Plus beaux villages de France (Schönste Dörfer Frankreichs) klassifiziert.

## Geografie
Der Ort mit 371 Einwohnern (Stand 1. Januar 2022) liegt im Zentralmassiv am Fuße des Monts d’Aubrac im Tal des Lot 32 Kilometer nordöstlich von Rodez sowie 120 Kilometer nordnordwestlich von Montpellier und wird von der Département-Straße D988 bedient.

## Geschichte
Die ab dem 11. und 12. Jahrhundert konzentrisch um eine Burg gewachsene mittelalterliche Stadt wird im Jahre 1383 als Sancta Eulalia Rippe Oltis erwähnt. Eulalia von Mérida, die in Frankreich seit dem 9. Jahrhundert in der sogenannten Eulalia-Sequenz besungen wird, ist somit die Schutzheilige des Ortes. Olt (genauer Òlt) ist die okzitanische Bezeichnung für den Fluss Lot und Rippe ist vermutlich mit „Ufer“ zu übersetzen.

### Bevölkerungsentwicklung
| Jahr      | 1968 | 1975 | 1982 | 1990 | 1999 | 2009 | 2016 |
| --------- | ---- | ---- | ---- | ---- | ---- | ---- | ---- |
| Einwohner | 414  | 385  | 359  | 310  | 325  | 355  | 376  |

## Sehenswürdigkeiten

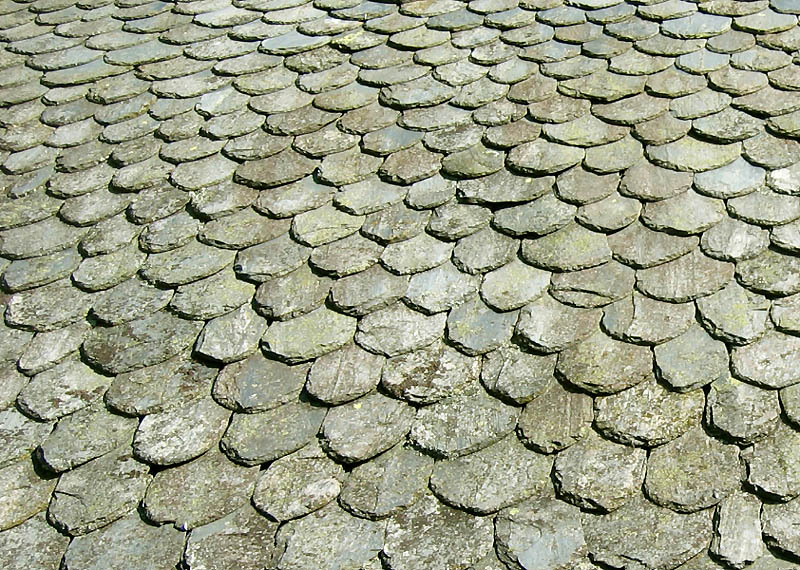
„Lauzedach“

- Die romanische Kirche von Sainte-Eulalie-d’Olt geht auf das 11. Jahrhundert zurück und war der Abtei von Conques unterstellt. Sie wurde 1530 im gotischen Stil vergrößert.[4] Das Bauwerk ist seit 1923 ein französisches Kulturdenkmal.[5]
- Die Burg Château de Sainte-Eulalie-d’Olt ist in der heutigen Form aus dem 15. Jahrhundert und seit 1976 ein französisches Kulturdenkmal.[6]
- Die Mühle aus dem Jahre 1676 ist die einzige erhalten gebliebene Vertikalmühle im Département Aveyron. Sie wurde für die Gewinnung von Walnussöl und später zur Herstellung von Tanninpulver zum Gerben von Leder eingesetzt.[7] Die Anlage wurde von der Familie Alexendre aufgekauft und dann restauriert. Heute kann man mit ihr Korn zu Mehl mahlen.[4]
- Zahlreiche herrschaftliche Häuser aus dem 15. und 16. Jahrhundert, die mit „Lauzedächern“ (Dächer mit Schieferplättchen) überdeckt sind.[4]
- Das Ufer der Lot, der vor Ort ziemlich „wild“ ist.[4]